# Simone Cuendet
Simone Cuendet, née à Écublens le 20 juillet 1911 et morte le 5 mai 2010, est une écrivaine et dramaturge vaudoise.

## Biographie
Simone Cuendet, après des études de Lettres à l'université de la Sorbonne à Paris, devient enseignante et journaliste.
Écrivain, elle publie un roman Rue gît-le-cœur (1954), ainsi que de nombreux livres pour enfants (contes, poèmes et romans). Passionnée de théâtre, elle écrit deux pièces Les oiseaux d'orages (1953) et Les tréteaux de Guilleri (1968).
Essayiste, elle est l'auteur d'une étude sur Charles-Ferdinand Ramuz intitulée Ramuz et le temps de l'enfance (1978). Elle participe également à de nombreuses créations pour les programmes de la radio scolaire.
Membre de l'Association vaudoise des écrivains, de la Société suisse des écrivaines et écrivains, du PEN-Club et du Conseil de la Fondation Ramuz, Simone Cuendet reçoit en 1952 le Grand Prix Bouquet de la nouvelle, et en 1979, le Prix de l'Académie rhodanienne.

## Sources
- « Simone Cuendet », sur la base de données des personnalités vaudoises sur la plateforme « Patrinum » de la Bibliothèque cantonale et universitaire de Lausanne.
- Anne-Lise Delacrétaz, Daniel Maggetti, Écrivaines et écrivains d'aujourd'hui (1988), p. 51
- voir également Archives Historiques Le Temps
- Association vaudoise des écrivains
- Historique - Association Vaudoise des Écrivains (AVE) - Revue littéraire vaudoise (Sillages) - Prix des écrivains Vaudois - FAVEP